# FCM Bacău
Asociația Sportivă a Suporterilor FCM 1950 Bacău, cunoscut sub numele de ASS FCM 1950 Bacău, FCM 1950 Bacău, sau pe scurt ca FCM Bacău, a fost un club de fotbal profesionist din Bacău, România. Fondat în 1950 și inițial numit Dinamo Bacău, clubul din Moldova a evoluat 42 de sezoane în prima ligă de fotbal a României, câștigând Cupa Ligii și calificându-se în competițiile europene precum Cupa Cupelor sau Cupa Intertoto de două ori.
La începutul anilor 2010, clubul a intrat într-un con de umbră, din cauza conflictului dintre patronul echipei, Dumitru Sechelariu (fostul primar al Bacăului) și noul primar ales, care a ales să retragă finanțarea publică a echipei și să susțină SC Bacău. Problemele de sănătate și ulterior moartea prematură a lui Dumitru Sechelariu la începutul anului 2013 au înmulțit problemele financiare existente ale clubului, apoi la începutul sezonului 2013–14 de Liga a III-a, Taurii furioși s-au retras din campionat iar echipa s-a desființat. În 2017, Asociația Suporterilor FCM Bacău, susținută de Sergiu Sechelariu, fratele lui Dumitru și proprietar legal al „mărcii FCM 1950 Bacău”, au readus la viață clubul, însă această inițiativă a fost de scurtă durată, clubul încetându-și activitatea din nou în 2020 din cauza lipsei finanțării.
Începând cu anii 1990, culorile clubului au fost galben și albastru, băcăuanii disputându-și meciurile de pe teren propriu pe Stadionul Municipal din Bacău, cu o capacitate de 17.500 de locuri. În prezent, stadionul se află într-o stare avansată de degradare.

## Istoric

### Primii ani și cele mai bune rezultate (1950–1992)

Sigla clubului la infințare în 1950 - Dinamo Bacău

Clubul FCM Bacău a fost înființat în 1950 sub numele de Dinamo Bacău. Echipa se afla, atunci, sub tutela Ministerului de Interne, ca și alte cluburi numite astfel, precum Dinamo București.  Conducătorii clubului băcăuan au decis, ulterior, să separe clubul de minister. Astfel, l-au redenumit Sport Club Bacău și l-au alăturat altor sporturi precum atletismul sau tenisul.

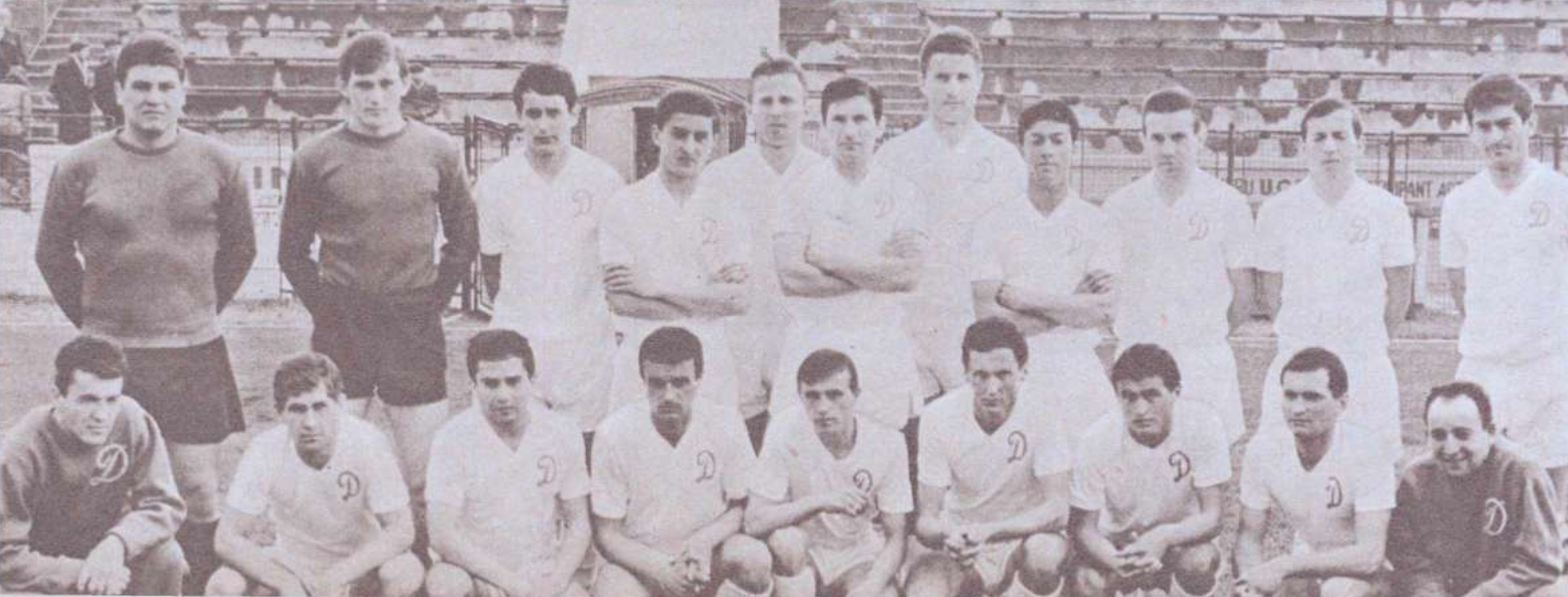
Echipa din sezonul 1966-1967

Prima prezență în prima ligă a României a fost în sezonul 1956, când, din păcate, la final, au retrogradat în divizia a doua. Au urmat însă ani plini de fotbal în orașul situat pe malul râului Bistrița, care a atins apogeul în ediția 1968–69 când s-a clasat pe locul 5 și s-a calificat la Cupa Orașelor Târgurilor, precursorul Cupei UEFA și UEFA Europa League.

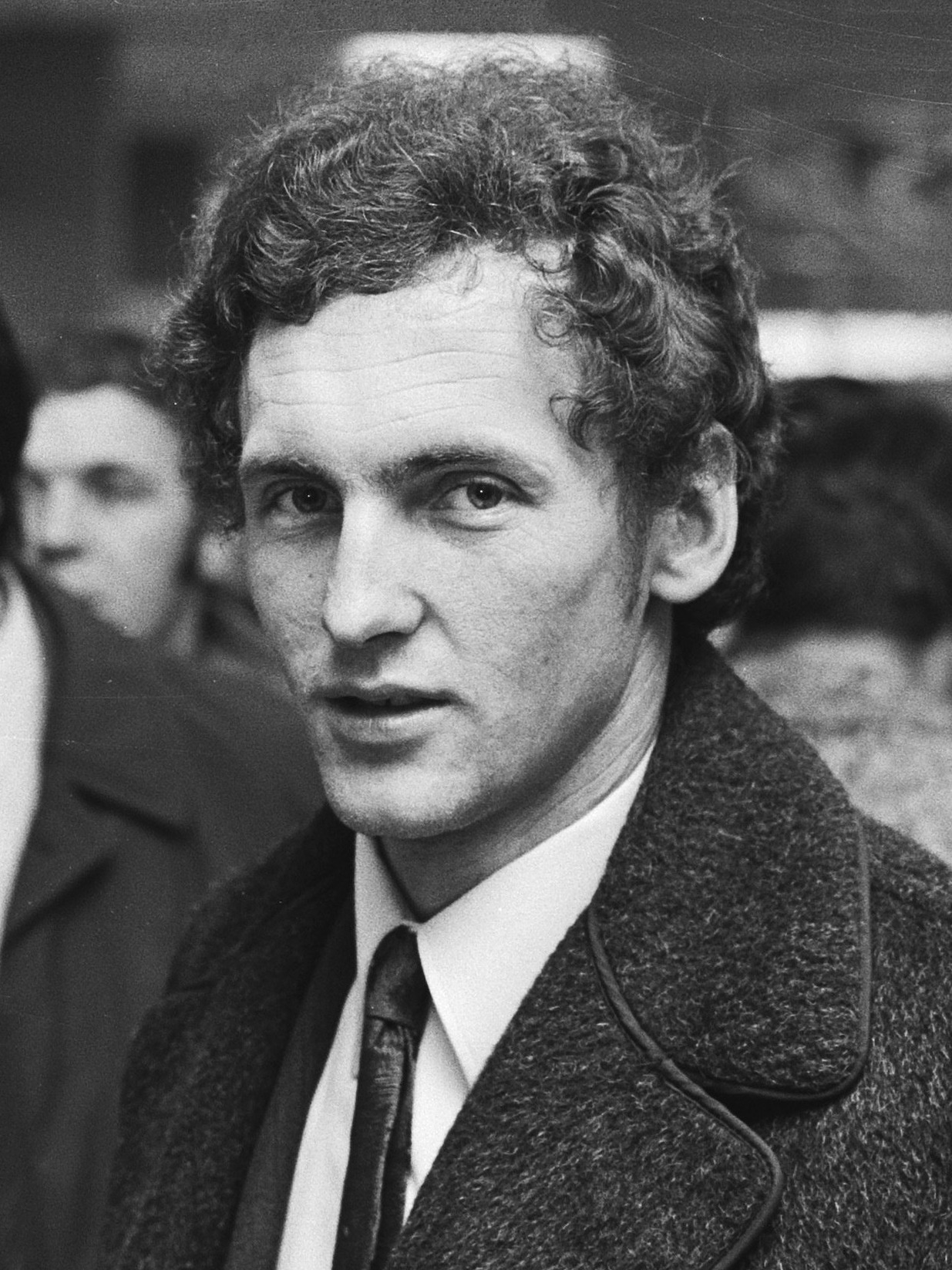
Emerich Dembrovschi, „eroul din Guadalajara” a fost unul dintre cei mai mari fotbaliști care au jucat vreodată la FCM Bacău

Dinamo Bacău avea pe atunci o generație excepțională în care avea nume precum: Emerich Dembrovschi, Nicolae Vătafu, Petre Băluță, Aristide Ghiță sau Daniel Ene. Adversara din primul tur a fost Floriana FC, echipă pe care Dinamo a învins-o cu scorul de 6–0, trei goluri fiind marcate de cel mai mare marcator și jucător din istoria echipei, Emerich Dembrovschi (Eroul de la Guadalajara, jucătorul care a marcat împotriva Braziliei și a lui Pelé). După un 1–0 în al doilea meci, Dinamo s-a calificat în turul doi, unde s-a întâlnit cu Skeid Fotball, care anterior eliminase binecunoscuta echipă vest- germană 1860 München. Băcăuanii s-au calificat din nou, acum după un 2–0 la general și au întâlnit în turul al treilea clubul scoțian Kilmarnock FC, club pe care l-a eliminat după un 3–1 la general, ajungând la o performanță splendidă pentru fotbalul românesc, calificarea în sferturile de finală ale competiției. În sferturile de finală băcăuanii s-au întâlnit cu prestigiosul club Arsenal FC, club care va elimina formația românească, după aceea, câștigând competiția.
Echipa de fotbal din orașul de pe Bistrița a scris istoria celei de a doua calificări a unei echipe românești în sferturile de finală ale unei competiții intercluburi europene. Deci, iată, "cartea de vizită" a echipei FCM Bacău include o performanță, indiscutabil, de răsunet în fotbalul din România. Era în toamna anului 1969 când Dinamo Bacău (denumirea sub care a activat mulți ani) participa, pentru prima oară, într-o întrecere continentală: "Cupa Orașelor Târguri" (cea care va deveni curând "Cupa UEFA", iar în prezent "UEFA Europa League").
Echipa a ajuns în sferturi de finală, după eliminarea echipelor FC Floriana (Malta), FK Dolp (Norvegia) și Kilmarnock FC (Scoția), fiind învinsă de Arsenal cu scorurile de 2-0 și 7-1.
După prezența istorică în sferturile de finală ale Cupei Orașelor Târgurilor, băcăuanii aveau să obțină rezultate notabile și în campionatul intern unde la finalul sezonului 1972–73 SC Bacău (denumire folosită de club între 1970 și 1990) avea să termine  pe locul 4, aceasta fiind cea mai bună clasare din istoria clubului. Sport Club a reușit să facă o figură frumoasă și în Cupa României, unde, după Revoluția Română, a reușit să ajungă în finală, la finalul sezonului 1990–91, dar în finală a pierdut împotriva Universității Craiova, scor 1–2. Universitatea Craiova a fost și câștigătoarea Diviziei A în acel sezon, care a permis „galbenilor-albaștrilor” să se califice pentru a doua și ultima oară într-o competiție europeană, Cupa UEFA. FC Bacău a fost atras să întâlnească Werder Bremen. Werder a fost echipa care avea să câștige Cupa Cupelor în acel an, învingând AS Monaco cu 2–0. Pe vremea aceea Werder Bremen era un club puternic, cu o echipă cosmopolită, cu jucători puternici, atât fizic, cât și ca valoare. Mai mult, o primă disproporție a fost dată de înălțimea jucătorilor, media celor două echipe spunând că nemții erau cu 21 de centimetri mai înalți. Pe de altă parte, FC Bacău era echipa nimănui, cu mari probleme financiare.
Echipa a înregistrat unele rezultate decente în ligă (deși nu au terminat în primele 3), a obținut al patrulea loc în sezonul 1972-73 și al cincilea loc în sezoanele 1996-97 și 1998-99 ca cele mai bune rezultate reușite.

### Epoca lui Sechelariu (1992–2014)
În 2001, FCM Bacău a retrogradat la cea de-a doua liga, dar a reușit să se mențină în prima divizie după ce a cumpărat un loc de la FC Baia Mare care era proaspăt promovată.
În Cupa României, FCM Bacău a reușit să ajungă în finală în sezonul 1990-91, dar a pierdut în fața Universității Craiova, care a câștigat cu scorul de 2-1.

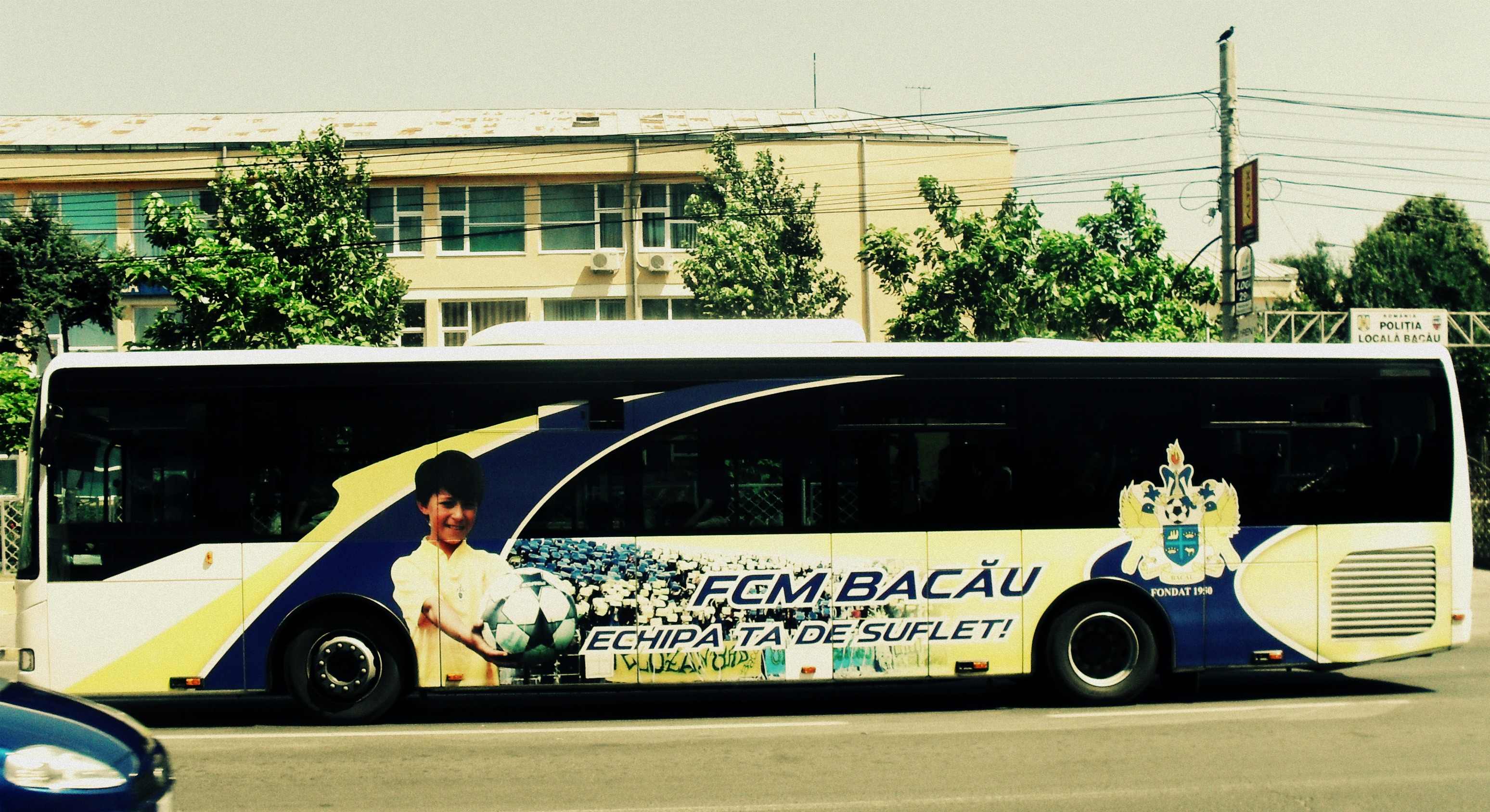
Autocarul echipei în era Sechelariu când era unul dintre cele mai moderne din țară

FCM Bacău a câștigat ediția din 1998 a Cupei Ligii și a fost finalistă în ediția din 2000.
În sezonul 2001-2002 din Divizia A, Cătălin Cursaru, de la FCM Bacău a fost golgheterul național, marcând 17 goluri.
În 1992, numele echipei a fost schimbat din Dinamo în FC Selena Bacău. În 1995, numele a fost schimbat din nou, de data aceasta în FC Bacău. În 1997, a fost ultima schimbare a numelui, și clubul s-a chemat FCM Bacău. Fostul primar al Bacăului, Dumitru Sechelariu, a preluat FC Bacău în toamna anului 1992, câteva luni după ce tentativa sa de a deveni patron la echipa de handbal feminin Știința a eșuat. Istoria evenimentelor este lungă și complicată. Atât doar, trebuie amintit că în momentul în care Sechelariu a căpătat-o de la Constar, FC Bacău avea patru înfrângeri în campionat (cu Gloria Bistrița, Steaua, Rapid și Petrolul), o situație financiară grea și un lot de strânsură, condamnat la Divizia B.
Prima grijă a lui Sechelariu a fost să întărească lotul, astfel că au fost aduși sau readuși de urgență Firici, Motroc, frații Skala (Iuri și Serghei), Alexa, Profir, Scânteie și alții. Situația la echipă s-a mai redresat, dar FCM Bacău tot n-a izbutit să evite retrogradarea. Echipa a produs însă surpriza campionatului, învingând în deplasare pe Dinamo, golul lui Sorin Condurache răpindu-le Câinilor Roșii bucuria unui titlu de campioană. Penitența în Divizia B a durat doi ani. În 1995, FCM Bacău a reintrat în prima ligă, după o luptă lungă și foarte dură cu FC Brăila. Galben-albaștrii au scăpat de rivalii lor doar în urma scandalului de corupție Cănănău-Trifina, spre finalul returului. Oricum, eforturile financiare în vederea promovării au fost extrem de mari pentru firma Selena, care-și dăduse numele formației. Până în 2006, echipa a rămas în Divizia A, sub numele Selena, AS și FCM, cum este în prezent. Dumitru Sechelariu a fost în spatele a tot ceea ce s-a întâmplat - bun sau rău - în acest răstimp la FCM Bacău. A fost mai întâi o perioadă de relativă creștere, cu locurile 13 - 1996 (și un 5-1 în Ghencea, surpriza all-time a campionatului României!), 5 - 1997, 10 - 1998, 5 - 1999, 8 - 2000; a urmat retrogradarea din urma barajului dureros cu Farul, în 2001, și cumpărarea locului de prim eșalon de la Baia-Mare, în aceeași vară.
Sezonul 2001-2002 a început cu mari ambiții, cu investiții uriașe pentru o echipă din România, cu nume relativ mari în lot și pe bancă, cu extazul acelui 4-2 cu Dinamo și decepțiile de final care au adus doar un loc 6. După 2002, FCM Bacău a fost numai în subsolul clasamentului până la retrogradarea din 2006. Nu de puține ori, Sechelariu s-a referit la FCM Bacău numindu-l "copilul meu", uneori "drag", alteori "handicapat". Istoria clubului băcăuan dintre anii 1992-2009 a fost extraordinar de agitată și a urmat fidel contururile patronului său. Până la urmă, a fost un amestec zbuciumat de voință, frumusețe și dezamăgire cruntă.

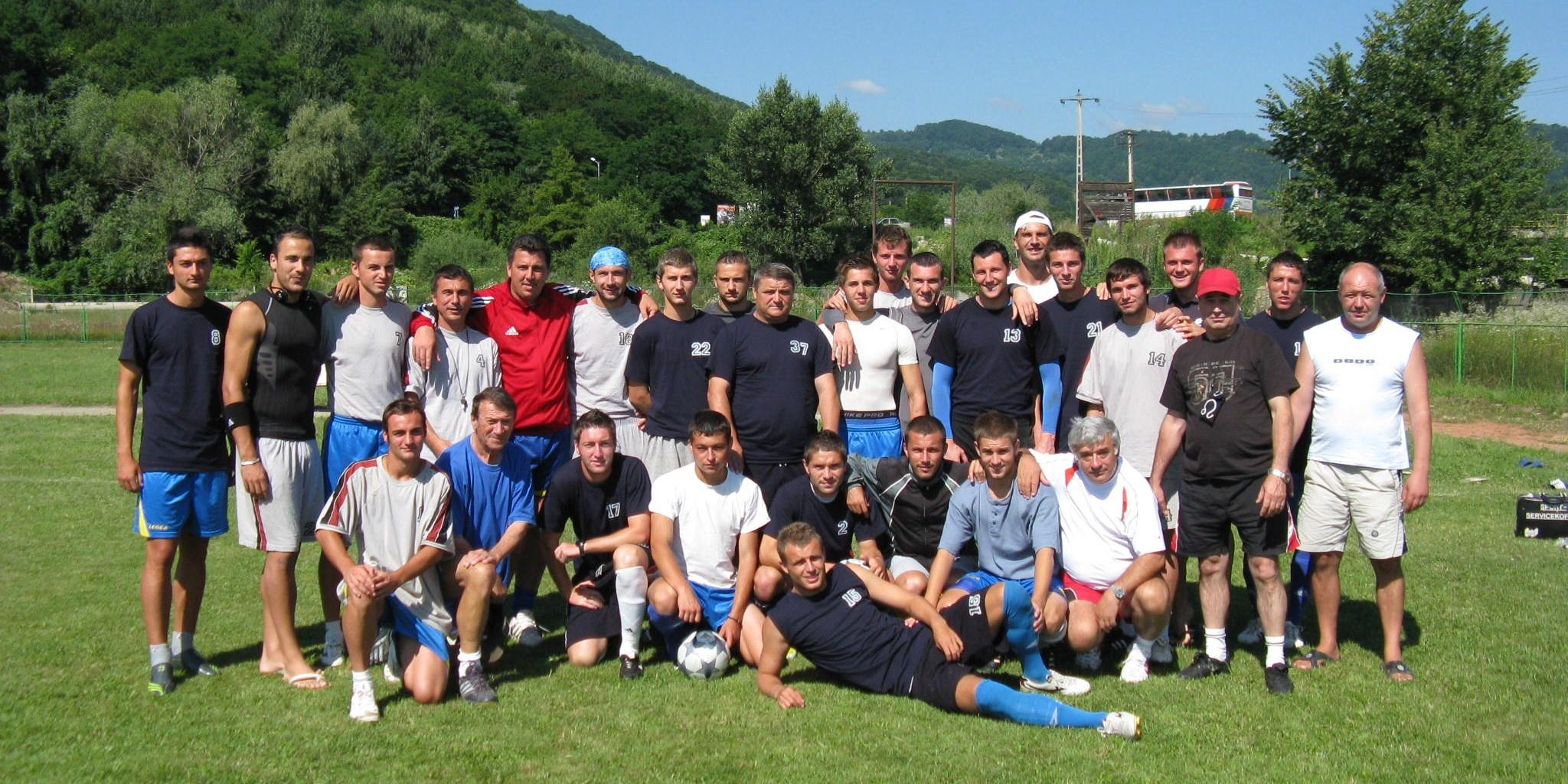
Componentii echipei in sezonul 2008-09

În 2006 echipa din Moldova a retrogradat în Liga a II-a.
În sezonul 2006-07 echipa a terminat pe locul 5, arătând un declin ce în anii următori ar fi evidențiat apoi mai mult, această perioadă fiind una dintre cele mai negative ale clubului din orașul lui Bacovia, ce în sezonul 2007-08 a fost la un pas de a retrograda chiar în Liga a III-a.
În campionatul Ligii a II-a 2008-09 FCM-ul a avut două faze a sezonului extrem de diferite, în tur echipa fiind pe locul 16 ce ar fi însemnat o retrogradare, însă returul a fost spectaculos pentru "Taurii furioși" terminând la finalul campionatului pe locul 6, luând în considerare numai returul echipa s-ar fi clasat pe locul 3.

### Reconstructia (2014-prezent)
Pentru sezonul 2009-10 echipa și-a propus promovarea în Liga I, dar datorită problemelor financiare și neînțelegerilor între Dumitru Sechelariu și Consiliul Local al municipiului, acesta a fost retrogradat în Liga a III-a la masa verde după două neprezentări.
După excluderea din liga a II-a, Consiliul Local a înscris echipa în sezonul următor în liga a III-a sub numele de SCM Bacău. La data de 9 iunie s-a anunțat că noul club va fi construit pe structura vechiului club, SC FCM Bacău SA, care după majorarea de capital a intrat sub controlul Consiliului Local, AS FCM Bacău (Dumitru Sechelariu) fostul proprietar al clubului a devenit acționar minoritar. Noul management al clubului a decis schimbarea denumirii în SC SCM Bacău SA și înlăturarea jucătorilor ce au contract cu AS FCM Bacău. SCM Bacău a promovat în liga a II-a în 2011, iar în sezonul următor a obținut locul 7.
Înaintea sezonului următor, situația financiară nu a mai permis clubului să păstreze contractele jucătorilor, care au părăsit echipa (majoritatea plecând la FC Botoșani), iar Sechelariu a decis să o transfere în întregime Consiliului Local. În acel moment, echipa urma să fie retrogradată în liga a III-a, iar Consiliul Local a decis stoparea investițiilor în acest club și direcționarea lor către CS Mesagerul Bacău, echipă ce avea să primească denumirea de SC Bacău.
În sezonul 2017-2018 foștii jucători și suporteri ai FCM Bacău au înscris o echipă în Liga a IV-a Bacău, sub denumirea de Asociația Club Sportiv Gauss Bacău. Noua echipă ar urma să primească de la AS FCM Bacău palmaresul FCM Bacău, cu titlu temporar, în cazul unei promovări în Liga a III-a, și cu titlu definitiv, în cazul promovării în Liga I. În 2017, Asociația Suporterilor FCM Bacău, susținută de Sergiu Sechelariu, fratele lui Dumitru și proprietar legal al „marca FCM 1950 Bacău”, a început o colaborare cu Gauss Bacău (fostul SC Bacău), echipă rămasă și ea între timp fără finanțare. de municipalitate, dar colaborarea s-a rupt în vara lui 2018 și după un an de inactivitate, suporterii (susținuți din nou de fratele lui Sechelariu) au demarat un nou proiect numit ASS FCM 1950 Bacău și au înscris lotul de seniori în Liga a IV-a, dar echipa a fost din nou dizolvată la sfârșitul sezonului 2019-20.

## Cronologia numelui
| Nume                        | Perioada  |
| --------------------------- | --------- |
| Dinamo Bacău                | 1950–1971 |
| Sport Club Bacău            | 1971–1990 |
| Fotbal Club Constar Bacău   | 1990–1992 |
| Fotbal Club Selena Bacău    | 1992–1996 |
| Asociația Sportivă Bacău    | 1996–1997 |
| Fotbal Club Municipal Bacău | 1997–2010 |
| Sport Club Municipal Bacău  | 2010–2014 |

## Culori și simboluri

### Culori
Din 1950, culorile reprezintative ale Bacăului au fost alb și roșu, aceleași culori semnificative pentru clubul principal din București. Echipamentul în meciurile de acasă era format din tradiționalul tricou roșu și alb. De-a lungul istoriei clubului, culorile clubului a suferit diverse modificări. Inițial a fost alb-rosu ca Dinamo București, dupa schimbarea numelui in Sport Club Băcau culorile au rămas aceași dar o schimbarea fundamentala a fost făcuta după Revoluția din 1989, când o mică perioada clubul a avut culorile albastru-roșu, atunci când s-a denumit FC Selena Bacău, in cadrul temporal 1992-96. Din 1997 până la dispariția clubului din 2014, FCM Bacău a avut culorile galben-albastru, devenind un simbol al clubului.
In 2014, fostul mare jucator al clubului, Cristian Ciocoiu, a infiintat FC Bacău care a expus de sigla clubului original din anii '70, dorind sa continue istoria fundamentala si bogata a clubului din Bacău.

### Simboluri oficiale

#### Stema
Stema clubului din 1950 până în 1971 a fost alcătuită dintr-un cerc cu un "D" care semnifica Dinamo. După schimbarea numelui din 1971 clubul a avut mai multe steme, ajungându-se să se schimbe culorile clubului din roșu-alb în albastru-roșu. Dar din 1997 până la dispariția clubului din 2014, FCM Bacău a avut culorile galben-albastru, devenind un simbol al clubului, stema alcătuită din 2 păsări care susțin un scut cu simbolurile judetului Bacău. După faliment mai multe cluburi au vrut să susțină că sunt continuatoarea clubului din 1950 dar nici una nu a reușit să obțină palmaresul sau stema clubului de dinaintea falimentului din 2014. 
- 1950-1971
- 1997-2014

## Structură

### Stadion
Stadionul Municipal din Bacău, este un stadion de fotbal din Bacău, gazdă a meciurilor echipei FCM Bacău. Arena are o capacitate de 17.500 de locuri. Arena băcăuană a fost renovată în mai multe rânduri pe vremea când la echipa FCM Bacău se afla pe prima scena fotbalistica din Romania. Primarul, Dumitru Secheleriu, a decis să îi poarte numele stadionul, schimbându-l din Nicolae Păduraru în numele acestuia. După ce în anul 2003 a primit acceptul de a organiza meciuri internaționale din partea UEFA, stadionul Municipal nu a mai suferit nicio modificare, iar în prezent se află într-o stare avansată de degradare deoarece autoritățile nu au mai investit în menținerea sa.
La finalul anului 2007, Primăria a avansat ideea că stadionul să fie demolat, iar în locul său să fie amplasat un amplu complex comercial și hotelier de înaltă ținută arhitecturală, dar până în prezent nu s-a întâmplat nimic. Se va construi un nou stadion, amplasat în cartierul CFR, o construcție ce va avea o capacitate de 25.000 de locuri. În afara stadionului, proiectul cuprinde construcția unei săli de sport, teren de antrenament, pistă de atletism și hotel. Parcarea va avea o capacitate minimă de 2.000 de locuri și se va situa pe 4 ha de teren. În proiect este inclusă și construcția unei parcări subterane. În zona destinată publicului vor fi amenajate un muzeu al trofeelor, un magazin cu vânzare de articole sportive, toalete, ascensoare pentru persoanele cu handicap, bufet, un fast-food cu 200 de locuri, o cafenea de 80 de locuri. Pentru sportivi se vor face vestiare, o piscină pentru 30 de persoane, saună cu bazin mare, sală de încălzire, sală de forță, cabinet medical și două săli pentru instruire tactică. Noul stadion va semăna cu International Stadium din Haifa. Singura diferență este că stadionul din Haifa are o capacitate a tribunelor de 30.000 de locuri.
În momentul actual datorita stari degradate a Stadionul Municipal clubul FC Bacau s-a orientat de-a juca meciurile pe Stadionul Letea care expune de o capacietate de 1.500 de locuri. 

### Bază Sportivă
Baza sportivă a clubului Fotbal Club Bacău, cunoscută sub numele de Baza de Pregatire Ruși-Ciutea, reprezintă centrul infrastructural principal al clubului, susținând atât echipa de seniori, cât și academia de juniori. Situată în localitatea Ruși-Ciutea, județul Bacău, această bază sportivă a fost inaugurată în 2014 și a suferit extinderi semnificative între 2020 și 2025. În prezent, stadionul are o capacitate de 700 de locuri pe scaune și este dotat cu gazon artificial. Printre facilitățile disponibile se numără vestiare moderne, spații de recuperare medicală și fizioterapie, o sală de forță complet echipată, precum și spații administrative și pentru personalul tehnic.Pentru optimizarea performanței sportive și reducerea riscului de accidentări, baza dispune de o zonă dedicată recuperării fizice, unde jucătorii beneficiază de supravegherea specialiștilor în medicină sportivă și kinetoterapie. Pregătirea fizică este asigurată în sala de forță, sub îndrumarea preparatorilor fizici ai clubului.
În cadrul bazei sportive funcționează Academia FC Bacău, structură dedicată formării tinerilor fotbaliști. Activitatea academiei este organizată pe grupe de vârstă, iar antrenamentele sunt adaptate în funcție de nivelul fiecărui jucător. Scopul academiei este de a dezvolta sportivi în conformitate cu valorile clubului: disciplină, respect și ambiție.

## Societate

### Centru de formare
Academia de tineret a Bacaului a dat nume importante pentru fotbalul românesc și internațional precum : Ștefan Apostol, Cristian Ciocoiu, Andrei Cristea, Andrei Scrab, Teodoru Matei, Petre Băluță, Emeric Dembroschi, Marius Croitoru, Radu Eduard Ciobanu, Valentin Bădoi, Sorin Avram, Florin Lucian Petcu, Florin Ganea, Aristide Ghiță, Ovidiu Rotariu.

## Antrenori și președinți

### Antrenori
Sunt 50 de antrenori care au preluat conducerea tehnică a clubului din Bacău din 1950 până în 2014. Dintre naționalitățile lor predomină româna.
Primul antrenor din istoria taurilor furiosii a fost Florian Ambru, care a condus echipa Dinamo Bacău din 1956 până în 1957 în prima divizie română, retrogradând în acelasi sezon.
Cu cel mai lung mandat tehnic este a lui Costică Rădulescu care a condus cârma echipei timp de 8 sezoane din care consecutive, din 1966-1967 până în 1973-1974, a fost din nou antrenor din 1983-1984 până în 1984-1985. Acesta a condus clubul si în 1972-1973 când clubul s-a clasat pe locul al patrulea. Mircea Nedelcu si Florin Halagian au condus clubului în anii '90 când a avut performante istorice.
Mircea Nedelcu a ajuns până în finala Cupei României în 1990-91, pierdută cu Universitatea Craiova.
Primul antrenor semnificativ a fost Constantin Teașcă care a condus clubul timp de doi ani între 1958-1960. Ultimul antrenor al clubului a fost Cristian Popovici care a condus ultima dată clubul înaintea falimentului din 2014. Valeriu Neagu a fost cel mai bun antrenor pe plan extern al clubului, antrenând clubul când a jucat împotiva lui Arsenal si ajungând până în sferturile de finală ale unei cupe europene.

## Palmares
| Ligi | Cupe |
| Liga I - Locul 4 (1): 1972-1973 - Locul 5 (1): 1996-1997, 1998-1999. Liga II Campioană (4): 1955, 1966–67, 1974–75, 1994–95 Vicecampioană (3): 1954, 1957–58, 1964–65 Liga III Campioană (1): 2010–11 Liga IV – Bacău Vicecampioană (1): 2019–20 | Cupa României: Finalistă (1): 1990-1991 (cu Univ. Craiova) Cupa Ligii: Câștigătoare (1): 1997-1998* (3-2 cu U. Cluj) Finalistă (1): 1999-2000* (cu Gloriei Bistrița) Cupa UEFA - Sferturile de finală (1): 1969-1970, Cupa Cupelor - Turul I (1) 1991-1992 (cu Werder Bremen) Cupa UEFA Intertoto - Turul I (1): 1998-1999 (cu Ararat Erevan) |

## Suporteri

### Istorie
Suporteri ai echipei de fotbal din Bacău s-au remarcat încă din anii '90 prin activitatea lor constantă și implicarea în mișcarea ultras din România. Băcăuanii au fost printre primii suporteri din Moldova care s-au deplasat alături de galeriile din București pentru a-și susține echipa în meciuri din deplasare, chiar dacă inițial în număr redus. Primul grup organizat de suporteri din Bacău a fost Brigade Giallo-Azzurri 1997. Ulterior, acesta și-a schimbat denumirea în Vulturii Albaștri '97, iar în timp a evoluat în grupul cunoscut astăzi sub numele de Taurii Furioși '99, considerați  a suporterilor băcăuani. Aceștia au fost principalii promotori ai unei mentalități ultras în galerie, începând cu sezonul 2000–2001, reușind să coaguleze un nucleu activ de susținători loiali, atât la meciurile de acasă, cât și în deplasări.
Un alt grup important este Prima Linie '03, înființat în martie 2003. Aceasta este una dintre cele mai radicale facțiuni din Moldova, formată în mare parte din foști membri ai grupării Ultra X-Trema, care s-a desființat anterior. Prima Linie '03 sa evidențiat prin atitudinea contestatară și prin acțiuni violente din trecut, precum incidentele din sezonul 2001–2002, când membrii grupului au fost implicați în altercații cu ultrașii echipelor Steaua și Dinamo București. În ciuda diferențelor de abordare, Taurii Furioși și Prima Linie su continuat să susțină împreună echipa, chiar dacă existău tensiuni ideologice între moderați și radicali. Dupa 2003, au aparut si grupurile Central Boys, Gruppo Carpati, Suppras Bacau care au continuat sa sustina echipa cu vechile grupari:Vulturii Albaștri '97, Taurii Furioși '99, Prima Linie '03 pana la disparitia acesteia din 2014. In 2008, gruparile s-au reunit formand Ultras Bacau care constituie "peluza băcăuană" stand in Peluza B al Stadionului Municipal .În 2009, adera la peluza un nou grup Ultra Stil' Bacău '09 care a readus un nou aer in "peluza băcăuană".
Dupa disparitia clubului din 2014, suporteri au înscris o echipă în Liga a IV-a Bacău, sub denumirea de ACS Gauss Bacău. Noua echipă ar urma să primească palmaresul vechiului club. În 2017, Asociația Suporterilor FCM Bacău, a început o colaborare cu Gauss Bacău, echipă rămasă și ea între timp fără finanțare, de municipalitate, dar colaborarea s-a rupt în vara lui 2018. 
După un an de inactivitate, suporterii au demarat un nou proiect numit ASS FCM 1950 Bacău și au înscris lotul de seniori în Liga a IV-a, dar echipa a fost din nou dizolvată la sfârșitul sezonului 2019-20. In 2025, o mare masa de suporteri ai fostei echipe s-au orientat spre clubul infiintat de fostul jucator Cristian Ciocoiu, FC Bacau, care isi propune sa recupereze marca si palmaresul vechiului club, folosind sigla din 1971-1990 a FCM Bacau.

### Rivalitati
Rivala Traditionala a FCM Bacau este Ceahlaul Piatra Neamt, confruntarile dintre cele doua baze de suporteri au mplicat de-a lungul timpului evenimente neplacute. Un moment memorabil în istoria derby-ului dintre cele doua mase de suporteri a avut loc în returul sezonului,Divizia A 2000–01, în meciul disputat la Piatra Neamț. Grupul Taurili Furioși '99 au afișat bannere provocatore la adresat fanilor Ceahlaului. Atmosfera a fost încinsă nu doar de rivalitatea sportivă, ci și de un incident petrecut în peluza gazdelor, care a luat foc parțial din cauza torțelor aprinse de suporteri. 
Această întâmplare a rămas bine întipărită în memoria suporterilor accentuand rivalitatea la un nivel superior. Derby-ul continuă să fie o tradiție în fotbalul regional din Moldova, fiind un simbol al competiției și al pasiunii pentru fotbal. Chiar și în ligile inferioare, meciurile dintre aceste două echipe atrag atenția și generează un interes deosebit, demonstrând importanța acestui derby în peisajul fotbalistic românesc.
De asemenea, Ultras Bacau se poziționează ca fiind „anti-București” (împotriva echipelor Bucureștene, nu a capitalei în sine) existând astfel orgolii pe măsură la oricare meci cu Rapid, Dinamo, Steaua, dar și împotriva oricăror alte echipe din capitală.

## Statistici

### Recorduri
- când echipa, numită în acel moment Dinamo Bacău, a fost a doua echipă românească (după Petrolul Ploiești în 1963) care a atins sferturile de finală ale unei cupe europene, reușind performanța în ediția (Cupa UEFA 1969-1970) după eliminarea echipelor FC Floriana (Malta), FK Dolp (Norvegia) și Kilmarnock FC (Scoția),  fiind eliminată de Arsenal Londra care a învins-o cu scorurile de 2-0 și 7-1.
- În 1998-1999, FCM a avut un record de 13 meciuri în care nu a fost învins, ajungând în primele cinci echipe europene la acest capitol.
- Cele mai multe egaluri consecutive, 8, în sezonul 1978-79 de Liga I.
- Locul 5 cu cele mai multe înfrângeri consecutive, 15, în sezonul 2005/2006
- Cea mai categorică victorie: SC Bacău - Universitatea Craiova 6 - 0
- Jucătorul cu cele mai multe prezențe: Gheorghe Andries 319.
- Jucătorul cu cele mai multe goluri: Emerich Dembrowski 57
- Cea mai categorică victorie: FCM Bacău-Universitatea Craiova 6-0

## Echipa

### Lotul de jucători (2011-2012)
| Nr. |         | Poziție | Jucător            |
| --- | ------- | ------- | ------------------ |
|     | România | P       | Paul Iordache      |
|     | România | P       | Cristi Roca        |
|     | România | P       | Dragoș Petrache    |
|     | România | F       | Ionuț Mihălăchioae |
|     | România | F       | Corneliu Codreanu  |
|     | România | F       | Andrei Lozneanu    |
|     | România | F       | Teodor Eudean      |
|     | România | F       | Ionuț Ursu         |
|     | România | F       | Andrei Coman       |
|     | România | M       | George Taban       |
|     | România | M       | Ștefan Apostol     |
|     | România | M       | Marius Doboș       |

| Nr. |         | Poziție | Jucător          |
| --- | ------- | ------- | ---------------- |
|     | România | M       | Mădălin Lucanu   |
|     | România | M       | Emanuel Apostu   |
|     | România | M       | Andrei Lipovanu  |
|     | România | M       | Eugen Baciu      |
|     | România | M       | Vlăduț Scânteie  |
|     | România | M       | Claudiu Filip    |
|     | România | A       | Cătălin Vraciu   |
|     | România | A       | Dragoș Huiban    |
|     | România | A       | Gabriel Boghian  |
|     | România | A       | Cătălin Curiliuc |
|     | România | A       | Vlăduț Pavel     |
|     | România | A       | Adrian Hurdubei  |
|     | Nigeria | M       | Bamba Moussa     |

### Jucători celebri
- Aristide Ghiță
- Ovidiu Rotariu
- Florin Ganea
- Florin Lucian Petcu
- Sorin Avram
- Valentin Bădoi
- Radu Ciobanu
- Marius Croitoru
- Emerich Dembrovschi
- Petre Băluță
- Teodoru Matei
- Andrei Scrab
- Andrei Cristea
- Dorin Goian
- Cristian Ciocoiu
- Cătălin Cursaru
- Eugen Baciu
- Ștefan Apostol
- Valeriu Bordeanu

## Conducere
- Președinte de onoare - Dumitru Sechelariu1
- Vicepreședinte  - Vasile Cazacu1
- Vicepreședinte  - Ion Rauta1
- Vicepreședinte  - Flaviu Pop1
- Membru - Dragoș Benea1
- Membru - Ion Tudorel1
- Secretar - Ionel Lăzărică1
- Președinte - Rares Asaftei1

### Tehnic
- Antrenor principal - Costache Rares1
- Antrenor secund -Vasile Jercălău 1
- Director sportiv -Daniel Scanteie 1
- Fizioterapeut -Costache Matei 1